# Långtjärnen (Haverö socken, Medelpad, 692321-146338)
Långtjärnen är en sjö i Ånge kommun i Medelpad och ingår i Ljungans huvudavrinningsområde. Sjöns area är 0,025 kvadratkilometer och den befinner sig 310 meter över havet.